# Lisiny (województwo zachodniopomorskie)
Lisiny (niem. Fuchsmühle) – nieistniejąca wieś w województwie zachodniopomorskim, powiecie białogardzkim, gminie Karlino, pomiędzy miejscowościami Pobłocie Wielkie a Kowańcz, przy połączeniu z drogą do Krukowa. Obecnie istnieje przystanek autobusowy o tej nazwie. Miejscowość nie jest wymieniana w TERYT, ani w spisie miejscowości Polski. W pobliżu wznoszą się wiatraki elektrowni wiatrowej Karścino.
Zachowały się ślady zabudowań na skraju lasu przy drodze. Dawniej istniał tu także przystanek Kołobrzeskiej Kolei Wąskotorowej. W roku 2012 wybudowano miejsce odpoczynku dla rowerzystów (zadaszone ławy i stoły) poruszających się szlakiem z Gościna do Karlina.